# Fiação
Fiação é o processo de fabricação de fios têxteis usando como matéria-prima fibras apropriadas para o uso têxtil.
A Fiação pode ser definida como uma sucessão de operações através das quais se transforma uma massa de fibras têxteis inicialmente desordenadas (flocos) em um conjunto de grande comprimento, cuja seção possui algumas dezenas de fibras mais ou menos orientadas e presas a si mediante uma torção. As fibras têxteis podem ser de origem natural, artificial ou sintética.

## História
A fiação teve origem no período Neolítico, quando houve o início da sedentarização e o surgimento da agricultura. Nesse período, ampliaram-se as conquistas técnicas, como a produção de cerâmica, a fiação, a tecelagem, a cestaria e a moagem.
A fiação no período Neolítico dava-se pelo estiramento e torção de fibras naturais, principalmente o algodão e a lã, dando origem aos fios. A produção de fios possibilitou a produção de tecidos, e assim os humanos puderam deixar de usar peles de animais como vestimentas, que devido ao seu peso dificultavam a caça e muitas outras atividades, e assim passaram a usar roupas de tecido de lã, linho e algodão, mais confortáveis e leves.

### O fuso de fiar

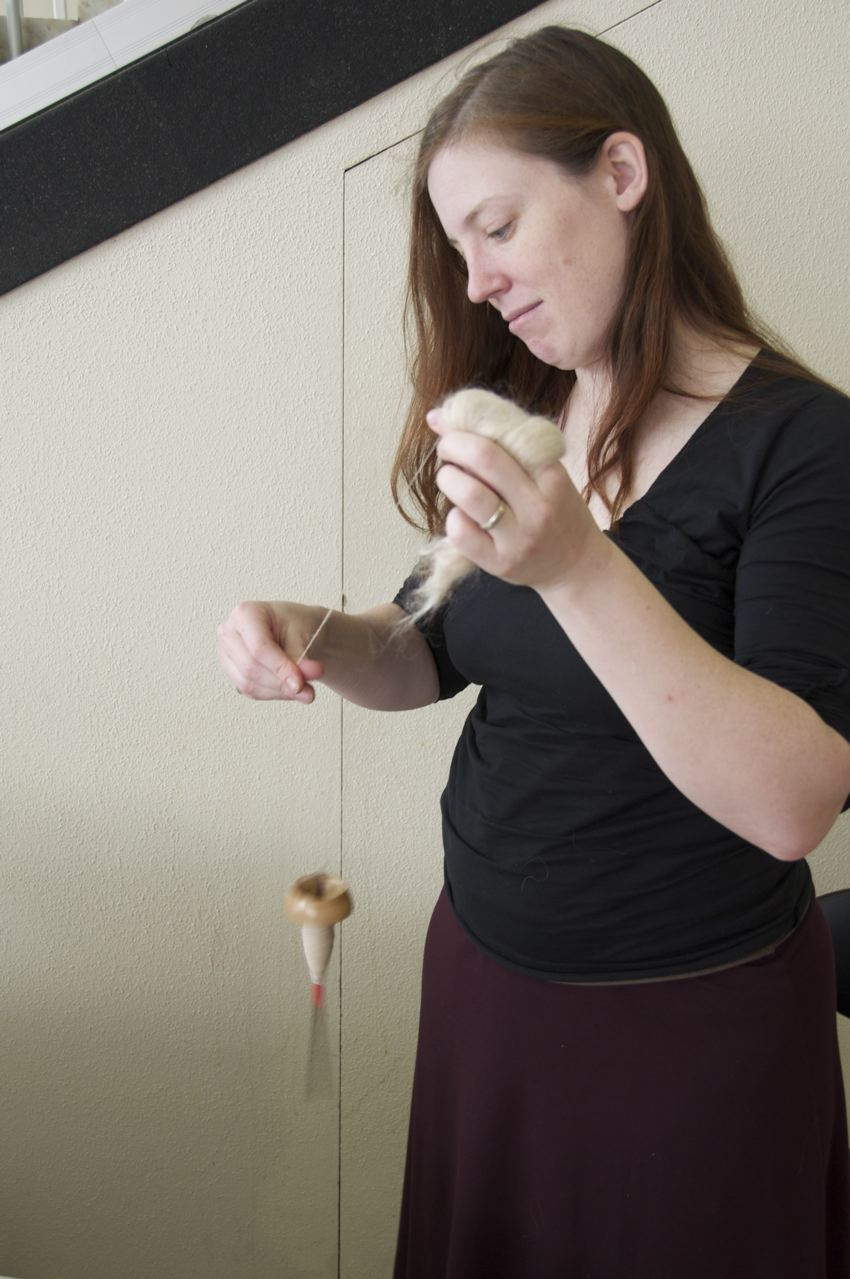
Mulher utilizando um fuso de fiar.

O fuso de fiar foi um dos primeiros instrumentos de fiação, datado de 5.000 a.C. Originalmente, o fuso era uma peça fina de madeira, osso, marfim ou metal, sendo que em seu topo é presa a fibra têxtil. O fuso possui um peso em formato de um disco, que fornece o peso necessário para manter o fuso em posição vertical, além de lhe dar o movimento necessário para fiar os fios. 

### A roda de fiar

Roda de fiar

Posterior ao fuso, foi criada a roda de fiar. Há indícios de que ela surgiu na Índia entre os anos 500 e 1000 d.C. Na roda de fiar, o fuso era girado por uma roda, que era acionada por uma manivela e mais tarde por um pedal. Com o fuso girando em uma velocidade mais rápida, a produtividade de fios aumentou consideravelmente.

### A Spinning Jenny
Em 1764, um inglês chamado James Hargreaves criou a Spinning Jenny, uma máquina de fiar que inicialmente contava com 8 fusos. Contendo 8 fusos, a máquina produzia 8 vezes mais se comparado à uma roda de fiar de somente um fuso. Posteriormente, surgiram versões aprimoradas de 16 fusos, e mais tarde, máquinas com até 120 fusos. Entretanto, a Spinning Jenny produzia fios grosseiros e não muito resistentes, o que não era bom para a indústria da tecelagem. Com isso, Richard Arkwright aprimorou a Spinning Jenny e deu origem à Water Frame, uma máquina de fiar hidráulica.

### A Water Frame
O inglês Richard Arkwright patenteou a Water Frame em 1769. A Water Frame foi a primeira máquina têxtil movida à água, o que fornecia mais potência aos fusos do que os trabalhadores, reduzindo assim a quantidade de trabalho humano necessário e aumentando a produtividade, além de produzir fios mais resistentes do que os produzidos pela Spinning Jenny.
Necessitando da força da água, Arkwright construiu uma grande fábrica têxtil em 1771, em Cromford, Derbyshire. Atualmente, o complexo fabril de Arkwright é conhecido como Cromford Mill, e é reconhecido como Patrimônio Mundial da UNESCO.

## A fiação moderna
Podemos distinguir dois tipos de fiação quanto ao tipo de fibra: a fiação de fibra descontínua (lã, algodão, viscose, poliéster, linho etc.) e a produção de fios contínuos por extrusão (poliéster, viscose, poliamida, elastano, polipropileno etc.).

### Fiação de fibras descontínuas
O primeiro passo na fiação de fibras descontínuas é a abertura dos fardos. As fibras são transportadas, em geral por via pneumática, passa por máquinas de limpeza, para separação de objetos estranhos e pó, e chega até a carda, onde as fibras são abertas, paralelizadas e unidas em forma de mecha. Em seguida vão sofrer uma série de estiragens de modo a reduzir a densidade linear da massa de fibras e homogeneizar a mistura. Como etapa final a massa de fibras vai ser torcida para ganhar consistência e resistência à tração. Existem dois fluxos de processo distintos: a fiação por anéis (que pode também ter a variante com penteadeira) e a fiação por rotor (fiação open-end). A fiação por anel é denominada convencional enquanto os outros processos são denominados não-convencionais (por exemplo: fiação por rotor, Jet Spinner, etc).
Os fatores da fibra decisivos para a qualidade do fio são: comprimento/espessura das fibras e o estado de limpeza das mesmas. Para o algodão é necessário retirar restos de folhas e matéria vegetal. Para a lã é necessário proceder à sua lavagem. Para as fibras sintéticas não é preciso geralmente qualquer tipo de limpeza.

#### Fiação anel

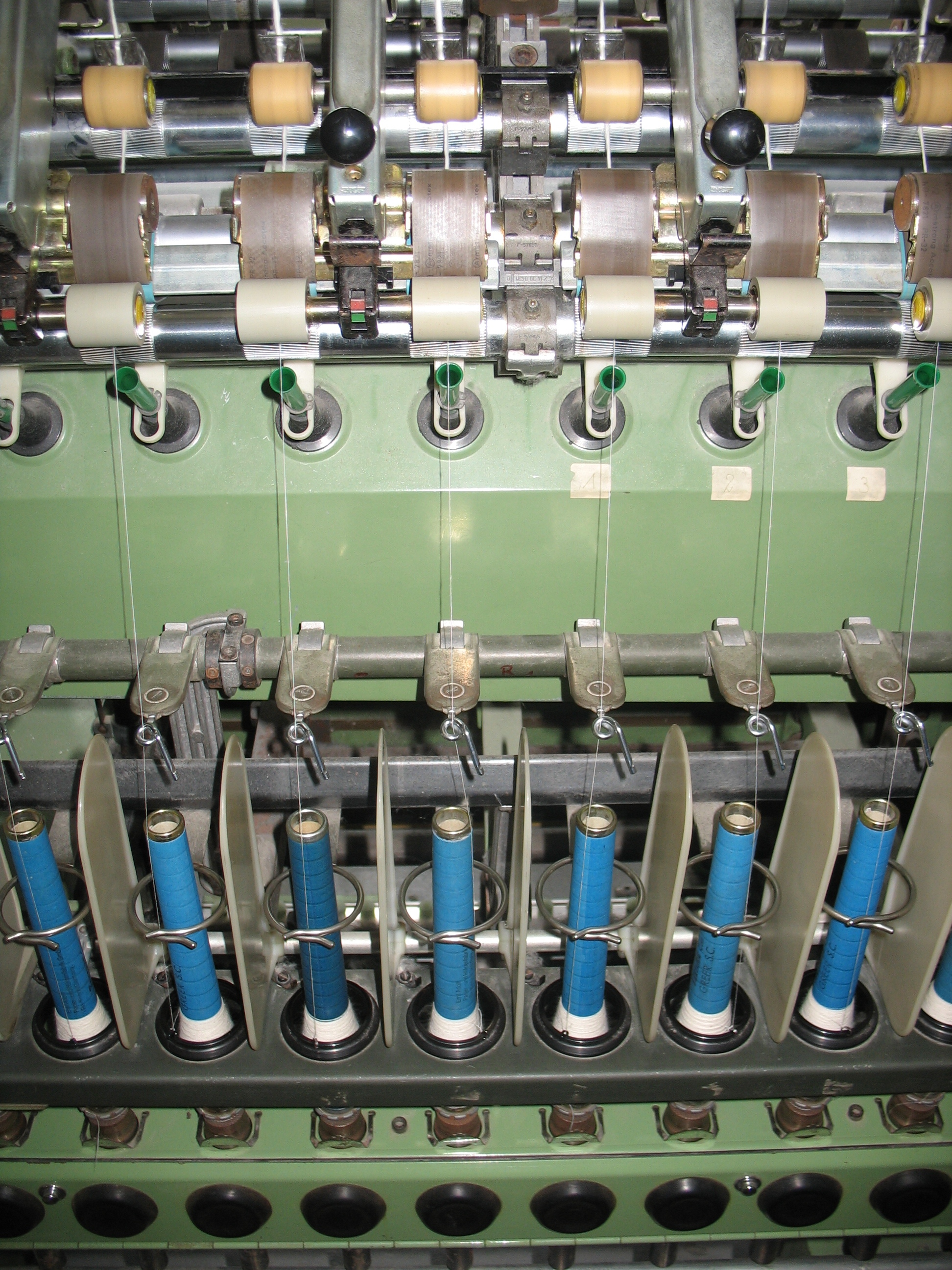
Filatório Anel.

Neste processo as mechas após saírem da carda seguem para a passador onde serão duplicadas através da junção com outras mechas e então estiradas, saindo também em forma de mecha, esta etapa tem a finalidade de se homogeneizar a mecha reduzindo a sua variação da massa por unidade de comprimento. Após, as mechas seguem para a maçaroqueira onde são estiradas reduzindo assim a sua massa por unidade de comprimento e recebem uma pequena torção formando o pavio. Por conseguinte, o pavio alimenta o filatório anel onde ocorre a estiragem e a torção final originando o fio pronto, que é enrolado em espulas e como etapa final o fio é repassado da espula para o cone através da conicaleira. O fio produzido por este método é denominado cardado.
Com a fiação convencional também é possível produzir fio penteado. A diferença durante o processo é a adição de mais duas máquinas após a carda, trata-se da reunideira de mechas e a penteadeira, cuja função é a de retirar fibras curtas o que resulta na produção de fios de melhor qualidade com menos pilosidade e maior resistência além de permitira produção de fios mais finos.
Fluxo de produção do fio cardado
1. Armazém de pluma/rama/fardos;
2. Linha de Abertura;
3. Carda , Cardadeira ou Cardadora;
4. Laminador, Passador ou Passadeira de 1ª passagem sem regulagem;
5. Laminador, Passador ou Passadeira de 2ª passagem com regulagem;
6. Torce ou maçaroqueira;
7. Contínuo ou Filatório de Anel;
8. Bobinadeira ou Conicaleira;
9. Vaporizadora;
10. Expedição.

Fluxo de produção do fio penteado
1. Armazém de pluma/rama/fardos;
2. Linha de Abertura;
3. Carda , Cardadeira ou Cardadora;
4. Laminador, Passador ou Passadeira de 1ª passagem sem regulagem;
5. Reunideira ou Juntadeira;
6. Laminadeira (opcional);
7. Penteadeira ;
8. laminador, Passador ou Passadeira de 2ª passagem com regulagem;
9. Torce ou maçaroqueira
10. Contínuo ou Filatório de Anel;
11. Bobinadeira ou Conicaleira;
12. Vaporizadora;
13. Expedição.

#### Fiação por rotor

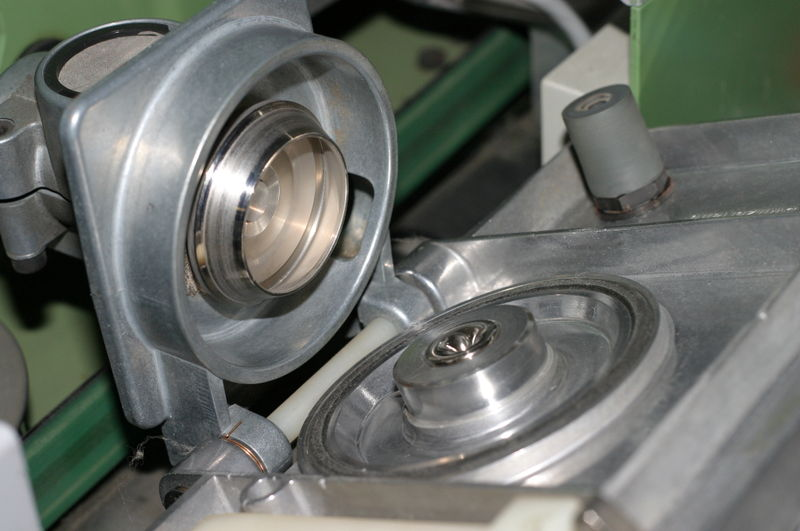
Fuso do filatório a rotor.

A fiação por rotor, também conhecida por fiação "open-end", é talvez o método não-convencional mais bem sucedido comercialmente, sobretudo na fiação de fibras de comprimento muito curto. Fiação "open-end" é termo genérico utilizado para a produção de fios de fibras descontinuas por qualquer método no qual a ponta da fita ou mecha é aberta ou separada nas suas fibras individuais ou tufos, sendo seguidamente reconstituída no dispositivo de fiação a fim de formar o fio (ex. rotor, Polmatex, Dref, etc.).
A fita (1) alimenta lentamente a máquina por intermédio de um cilindro alimentador (2), trabalhando conjuntamente com uma placa alimentadora (3) que sobre ela exerce pressão. As pontas dianteiras das fibras entram então em contato com um cilindro abridor (4), que é coberto por guarnições semelhantes a da carda, que se desloca a grande velocidade, penteando as fibras até que estas se libertem e sejam transportadas quase que individualmente. É possível fiar quando as fibras são alimentadas em pequenos grupos; no entanto, quanto maior for o número de fibras no grupo, pior será a qualidade do fio resultante.

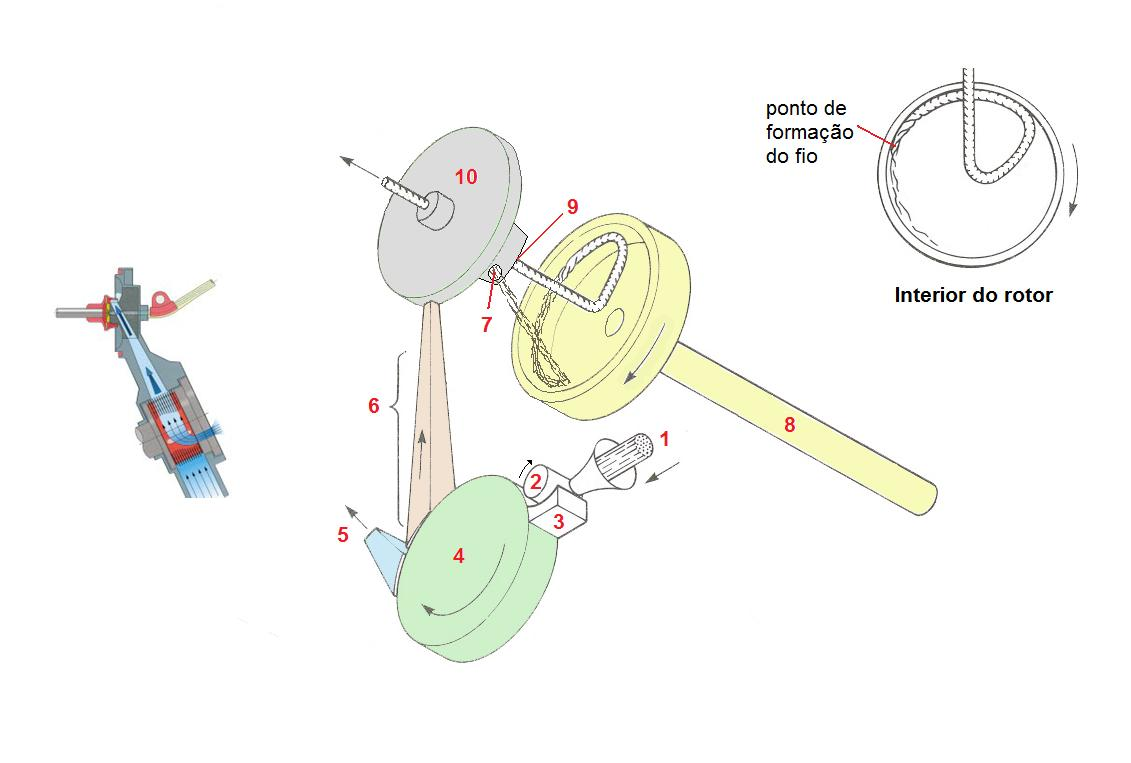
Princípio de funcionamento da fiação por a rotor.

As impurezas existentes são removidas através de uma abertura (5) situada na blindagem do cilindro abridor quando as fibras são aspiradas através do tubo de transporte (6) passando pelo interior da placa frontal e saindo pelo canal de entrada (7) desta, até a parede interior do rotor (8) que se encontra em rotação. O tubo de transporte é afunilado a fim de criar uma corrente de ar aceleradora que tende a endireitar as fibras em voo. As fibras são ainda endireitadas na entrada para o rotor uma vez que a velocidade das suas paredes é mais elevada que a do ar. A força centrífuga impele as fibras para o exterior, pressionando-as contra a superfície do rotor, onde se forma um anel constituído por muitas camadas de fibras.
A fiação inicia-se com a introdução de um fio iniciador, através de um robô, ao funil de saída (9) acoplado à placa frontal (10). Uma vez que o rotor e o ar nele contido se encontram em rotação, a ponta do fio entra também em rotação e a força centrífuga impele-a contra as paredes interiores do rotor, onde entra em contato com o anel de fibras. Mal isso aconteça o fio iniciador é retirado, iniciando-se assim a produção de fio.
Cada revolução do braço do fio introduz uma volta de torção no fio que se encontra no canal de saída da placa frontal. Parte desta torção retorna à superfície do rotor, através do braço de fio, que faz com que a ponta do fio iniciador fique entrelaçada com o anel de fibras, que pode então ser gradualmente "descascado" da superfície do rotor a fim de formar o fio. O fio assim produzido é seguidamente enrolado em forma de queijo.
Uma das maiores vantagens da fiação por rotor é devida ao fato de a aplicação da torção se encontrar separada do enrolamento do fio, o que permite que o mecanismo torsor passe a trabalhar a alta velocidade, enquanto que a canela (queijo) apenas necessita de girar na velocidade necessária para enrolar o fio produzido. Na fiação convencional desperdiça-se imensa energia para fazer girar a canela, o balão de fio e os mecanismos intervenientes, o que limita a velocidade do fuso e o tamanho da canela.
Fluxo de produção do fio Open-End
1. Armazém de pluma/rama/fardos;
2. Linha de Abertura;
3. Carda, Cardadeira ou Cardadora;

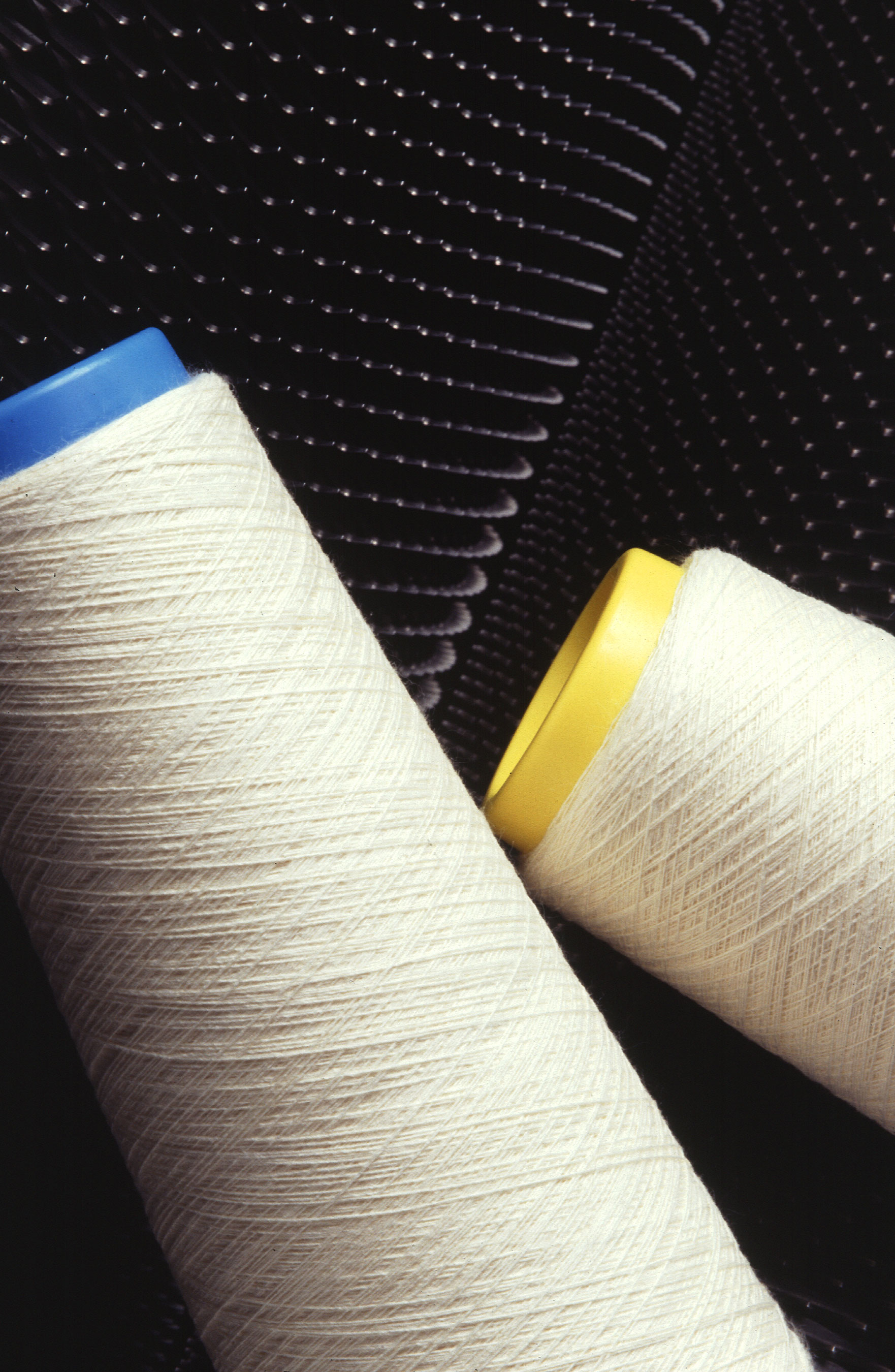
Fio em sua embalagem final em bobinas.

4. Laminador, Passador ou Passadeira de 1ª passagem sem regulagem(opcional);
5. Laminador, Passador ou Passadeira de 2ª passagem com regulagem(opcional);
6. Filatório Open end;
7. Vaporizadora;
8. Expedição.

### Fiação de fibras contínuas
Quanto à fiação de fibras ou filamentos contínuos, sua produção ocorre por extrusão, e pode ser dividida em: melt-spun ou fusão do polímero (p. ex. polipropileno e poliéster), wet-spun ou coagulação do polímero (p. ex. viscose) e dry-spun ou secagem do polímero (p. ex. elastano). As matérias-primas podem ser artificiais (quando provêm de uma matéria-prima natural modificada, por exemplo com uso de solvente) ou sintéticas (em geral, derivadas do petróleo ou, mais recentemente, de amido de milho). Os filamentos extrudados podem ser agrupados e sofrer torção e outros processos, como texturização.